# Alexis Prince
Alexis Sade Prince (ur. 5 lutego 1994 w Jacksonville) – amerykańska koszykarka, występująca na pozycjach niskiej lub silnej skrzydłowej.
W 2012 została wybrana najlepszą zawodniczką amerykańskich szkół średnich stanu Floryda (Gatorade Florida Girls Basketball Player of the Year, Miss Basketball). Wystąpiła też w meczach gwiazd amerykańskich szkół średnich – WBCA All-American, McDonald’s All-American, w drugim z wymienionych została wybrana MVP.
W szkole średniej trenowała też siatkówkę, uzyskując w ostatniej klasie tytuł MVP. Została też laureatką Edgewater's Scholar-Athlete Award.
W sezonie NCAA 2013/2014 rozegrała tylko cztery spotkania, po czym przeszła operacje stopy.
22 lipca 2019 została zawodniczką tureckiego Adana Basket.
22 lutego 2020 zawarła umowę na okres obozu szkoleniowego z Chicago Sky. 22 czerwca dołączyła do tureckiego Hatay Büyükşehir Belediyesi. 6 września podpisała kolejny kontrakt z Chicago Sky.

## Osiągnięcia
Stan na 14 września 2020, na podstawie, o ile nie zaznaczono inaczej.

### NCAA
- Uczestniczka rozgrywek:
  - Elite 8 turnieju NCAA (2015–2017)
  - Sweet 16 turnieju NCAA (2013, 2015–2017)
- Mistrzyni:
  - turnieju konferencji Big 12 (2013, 2015–2016)
  - sezonu regularnego Big 12 (2013, 2015–2017)
- Zaliczona do:
  - I składu:
    - turnieju Big 12 (2015, 2017)
    - defensywnego Big 12 (2017)
    - najlepszych pierwszorocznych zawodniczek Big 12 (2013)

  - II składu Big 12 (2017)

### Inne
Indywidualne
(* – nagrody przyznane przez portale eurobasket.com, latibasket.com)
- Zaliczona do*:
  - I składu najlepszych zawodniczek zagranicznych hiszpańskiej ligi LFB (2018)
  - II składu hiszpańskiej ligi LFB (2018)
  - honorable mention francuskiej ligi LFB (2019)[3]

### Reprezentacja
- Mistrzyni Ameryki U–18 (2012)
- Zaliczona do II składu mistrzostw Ameryki U–18 (2012)*